# Synidotea epimerata
Synidotea epimerata är en kräftdjursart som beskrevs av Richardson 1909. Synidotea epimerata ingår i släktet Synidotea och familjen tånglöss. Inga underarter finns listade i Catalogue of Life.